# تاکویا سوگای
تاکویا سوگای (انگلیسی: Takuya Sugai؛ زادهٔ ۲ اوت ۱۹۹۱) بازیکن فوتبال اهل ژاپن است.